# Francisco Gabilondo Soler
Francisco José Gabilondo Soler (Orizaba, Veracruz, 6 de octubre de 1907-Texcoco, Estado de México, 14 de diciembre de 1990), también conocido comúnmente por su nombre artístico cómo Cri-Cri, el Grillito Cantor, fue un cantante, compositor, y cantautor mexicano de música infantil. Es famoso por presentar durante muchos años un programa de radio en la XEW ubicada aún en la Calle Ayuntamiento en el centro histórico de Ciudad de México, enfocado a los niños (siendo esta una novedad pues la música estaba orientada a un público adulto), para el cual creó al personaje Cri Cri, el grillito cantor. Sus canciones son famosas en México y Latinoamérica y han sido traducidas a distintos idiomas. Es considerado como uno de los mejores cantautores de música infantil en el mundo. Fue el fundador de la Sociedad de Autores y Compositores de México.

## Biografía

### Infancia

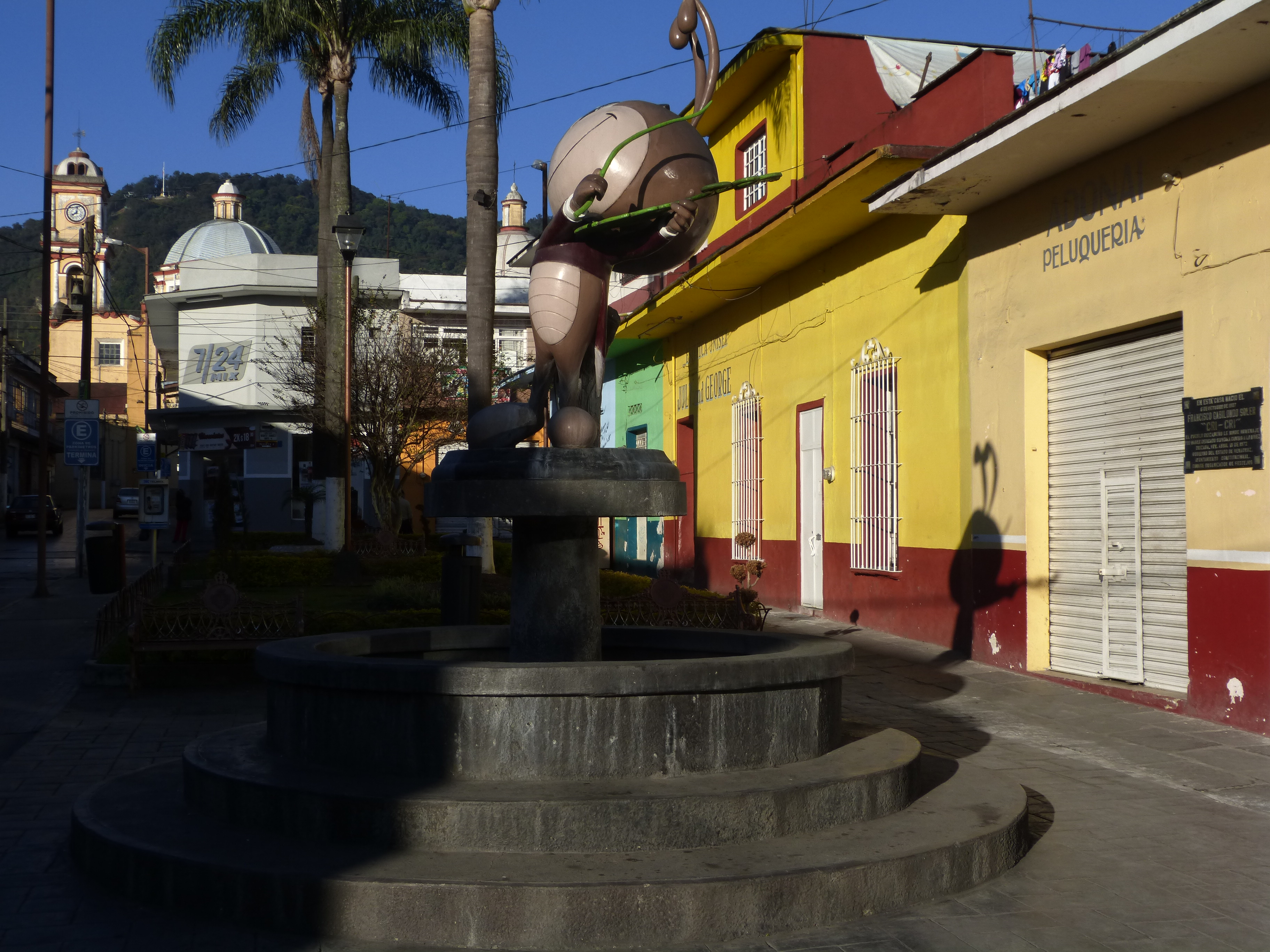
Casa donde nació Francisco Gabilondo Soler, en Orizaba, Veracruz. Se colocó una estatua de su personaje Cri-Cri, frente a la plaza de su hogar en su memoria.

Era el hijo mayor de Emilia Soler Fernández, hija de catalán y malagueña, y de Tiburcio Gabilondo Goya, de origen vasco, quien era hijo de José Antonio Soler, un coronel español que viajó a la ciudad de Orizaba en el año 1862. Su nombre completo fue José Francisco Gabilondo Soler, nació el 6 de octubre del año 1907 en Orizaba, Veracruz, lugar donde se crio hasta 1929, siendo esta ciudad típica de montaña, entre cerros, lluvia, bosques y manantiales; estos últimos serían fundamentales en sus canciones.
En 1914, el primer jefe de la Revolución mexicana, Venustiano Carranza, estuvo en Veracruz de Ignacio de la Llave para reorganizar a su ejército en la lucha contra Emiliano Zapata y Pancho Villa, en una época que fue algo difícil para la familia. Cuando tenía 10 años sus hermanos pequeños murieron, sus padres se divorciaron y vivió en internados hasta tomar la decisión de quedarse con su padre. Era aficionado a aprender, y aprendió todo lo que pudo, especialmente geografía, matemática, astronomía, cuentos y música. Estos dos últimos los aprendió mejor, de modo que los combinó en distintos tamaños y formas. Acabó trabajando de compositor. La escuela le aburría, por lo que solo cursó hasta el sexto grado de educación básica. Le gustaba leer las obras de Hans Christian Andersen, Wilhelm Hauff, Julio Verne, Emilio Salgari y los Hermanos Grimm.
Al terminar la primaria, continuó con una formación autodidacta, abarcando como temas las matemáticas, geografía, historia y literatura universal. Practicó varios deportes entre ellos boxeo, natación y tauromaquia en la que recibió el apodo de El estudiante. Tomó un curso de linotipista en Nueva Orleáns en 1926, y otro de navegación celestial por correspondencia desde Maryland, Estados Unidos, pero sus grandes pasiones fueron la astronomía y la música, por lo que pudo llegar a dominar el piano.[cita requerida]

### Juventud
Comenzó su carrera como compositor a finales de los años veinte, cuando todavía vivía en Orizaba, Veracruz, su lugar natal. Compuso ritmos como tango, foxtrot y danzón: sus primeras obras desaparecieron por varias décadas, pero la Fundación Francisco Gabilondo Soler, Cri Cri, A. C., ha rescatado la totalidad de las obras creadas entre los años 1926 y 1930. Los temas rescatados son: «Amor internacional», «Parece raro», «Madrid», «Consejos», «Cita de amor» y «Los pistoleros».[cita requerida]
Llegó a Ciudad de México en 1928 en busca de cumplir su sueño de estudiar. Entró al Conservatorio Nacional como voluntario, pero lo dejó al poco tiempo, por falta de recursos.[cita requerida]
Se casó muy joven, en mayo de 1927, casi terminando la adolescencia y por insistencia de Rosario Patiño Domínguez, su esposa, a la que conoció en Orizaba se instaló en Ciudad de México. Sus primeros hijos fueron Jorge Gabilondo Patiño y Diana Gabilondo Patiño, quienes fueron los primeros niños que conocieron la música del Grillito Cantor; Francisco Gabilondo veía en sus ojos y sonrisas si las piezas compuestas por el eran de su agrado. Su hija menor, Diana fue muy cercana a él. Aunque su mayor pasión fue siempre la astronomía (donó un telescopio al Observatorio Nacional), la música fue el camino que lo llevó al estrellato.

### La radio

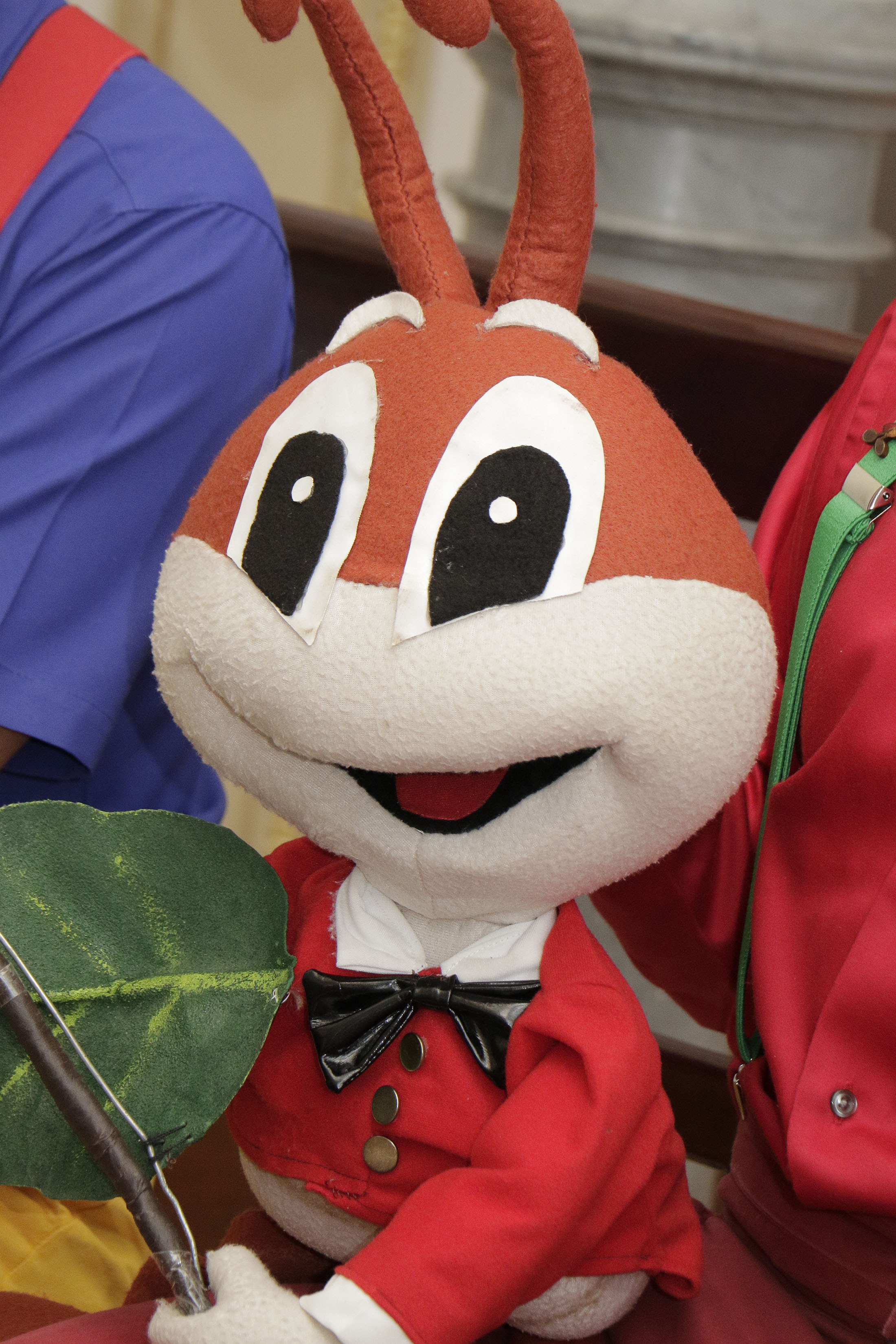
Cri-Crí, El Grillito Cantor

En 1932, incursionó en la estación de radio XYZ con un programa humorístico y también de crítica social, por el cual ganó el apodo de El Guasón del Teclado. Posteriormente, Othón Vélez le dio una oportunidad de presentar canciones para los niños; a petición solicitada por Rosario Patiño, quien representaba a Francisco Gabilondo, de ser funcionaria en la XEW. Entonces, el 15 de octubre de 1934, inició un programa de 15 minutos -sin patrocinadores ni publicidad- y así en la XEW La Catedral del Radio               
se narraban historias sobre animales y otros personajes. Este programa era previo a La hora azul, estelarizada por Agustín Lara y Pedro Vargas. A sugerencia del mismo Sr. Vélez, adoptó el nombre de Cri-Crí: El Grillito Cantor. Las canciones que interpretó durante esa primera emisión fueron El Chorrito, Batallón de Plomo, Bombón I y El Ropero. El programa se mantuvo al aire durante 27 años, y su última emisión fue el 30 de julio de 1961.

### Astronomía
Ingresó a la Sociedad Astronómica de México (SAM) como miembro activo el 31 de octubre de 1951; construyó un observatorio público en el pueblo de Tultepec al norte de la Ciudad de México (uno de los primeros en su tipo) para que los aficionados de la astronomía hicieran prácticas de forma gratuita. Posteriormente, cedió esas instalaciones a la SAM. Sobre esta pasión expresaba:

«Me gustaba leer los libros de Salgari, de Verne ..., quería ser como [un] pirata de Salgari; a esos piratas los vi muy buenos, muy generosos y hasta bondadosos ... y así quería ser, un pirata... pero un pirata debía conocer los mares..., y la geografía, para recorrer el mundo ... Debía estudiar las estrellas, pues ¿cómo orientarse en el mar sin conocer las constelaciones? Había que estudiar cosmografía y también aritmética y geometría, pues las cosas se hacen a base de suficiente preparación. Quise ser de todo, astrónomo, geógrafo, ingeniero ... [...] Éramos siete [amigos de un colegio] a quienes, creyendo ser ya sabios, se nos metió la idea de concurrir al Observatorio de Tacubaya, no como simples visitantes, sino para que se nos dejara usar los instrumentos para descubrir otros planetas, cometas, y muchas nebulosas ... Don Joaquín Gallo tuvo la paciencia de tolerar nuestro deseo y nos enseñó cosas del Observatorio, pero también nos hizo cierto examen con el que enseñamos el cobre y ya no salimos de ahí tan seguros de nuestro vale. Sin embargo, regresamos, y aunque amablemente se nos permitió incursionar por las instalaciones, sólo pudimos meter la nariz, no nuestro talento. En el observatorio se nos conocía como Los Siete Sabios de México 
 ...»

### Últimos años
A mediados de la década del año 1970, para eludir el ambiente urbano, decidió retirarse al pueblo de San Miguel Tocuila, cerca de Texcoco, en donde hizo construir una casa con cierta semejanza a la que tuvo en su infancia. A pesar de los efectos de la edad y las limitaciones visuales, siguió dedicado a la astronomía con un telescopio y binoculares, con cálculos matemáticos y, excepto en sus últimos días, la lectura.

Poco antes de su fallecimiento, fundó la empresa Gabsol, la cual organizó para que fuese una editora musical encargada de realizar sus proyectos, así como también para el manejo de su obra y propiedad intelectual. Dicha compañía quedó a cargo de Tiburcio Gabilondo Gallegos como director general, y quien es uno de los hijos que procreó con su tercera esposa, Gloria Gallegos Venegas, con quien vivió sus últimos años de vida.

### Fallecimiento

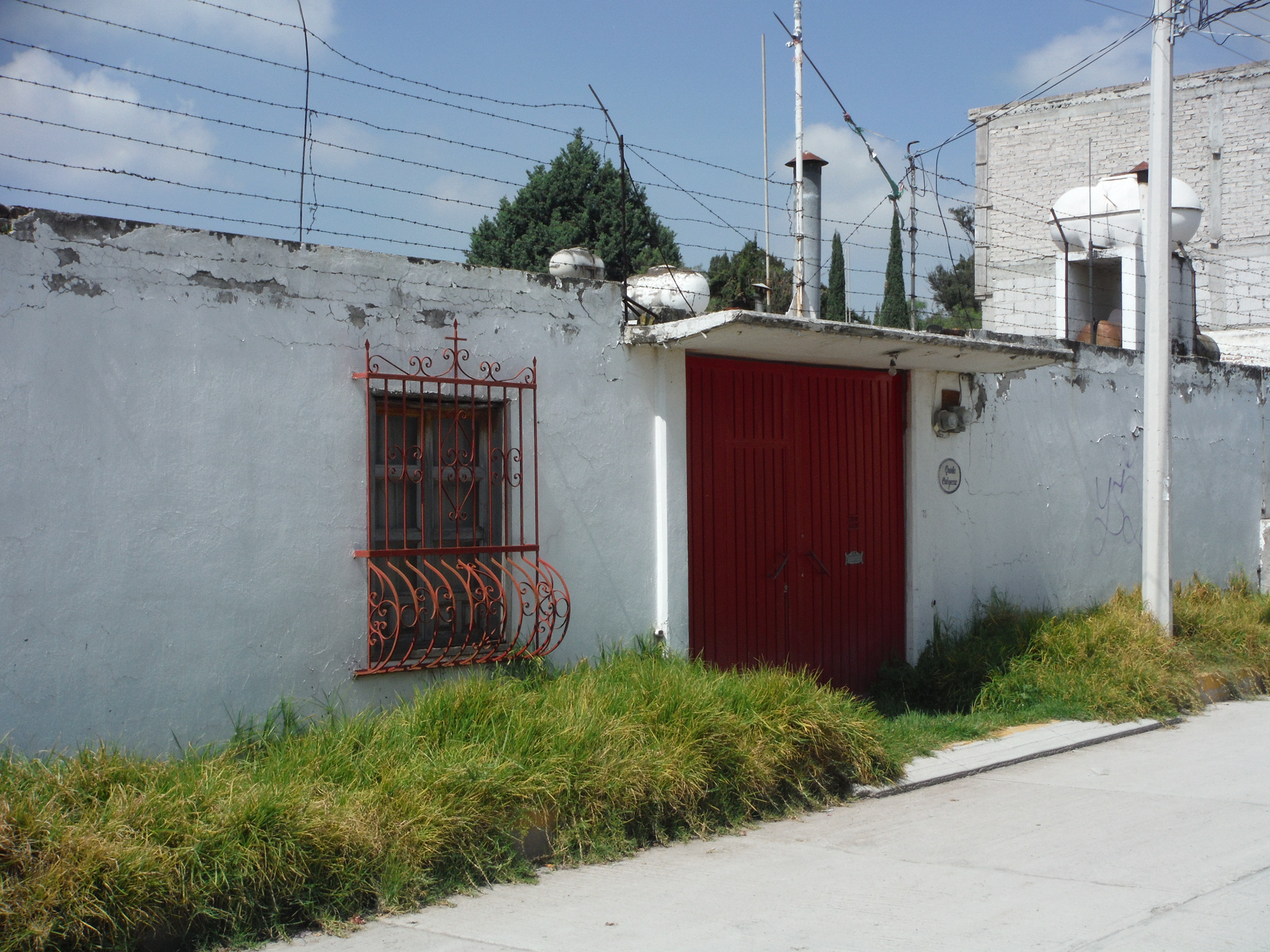
Casa donde falleció Francisco Gabilondo Soler en Texcoco, en el Estado de México.

Francisco Gabilondo Soler falleció víctima de una enfermedad cardiovascular en el municipio de Texcoco, en el Estado de México, el 14 de diciembre de 1990, a los 83 años. Sus restos se depositaron en el Panteón de Orizaba junto con los de su abuelo.

## Cine
En 1963, se estrenó la película Cri Cri el grillito cantor, protagonizada por Ignacio López Tarso y Marga López, sobre la vida de Francisco Gabilondo desde pequeño, cuando vivía con su abuela, hasta sus últimos años, en los que ya no hacía su programa. En la película se interpretan diversas canciones escritas por él, y también incluye una secuencia animada por Walt Disney para la canción Los Cochinitos Dormilones.[cita requerida]

## Discografía
Algunos de sus álbumes editados fueron:
- Cri-Cri, El Grillito Cantor (1956)

1. Tema de Cri-Cri (Entrada)
2. Llueve
3. Caminito de la escuela
4. El teléfono
5. Baile de los muñecos
6. Ropavejero
7. Gato de barrio
8. El perrito
9. Guacamaya
10. Rusiana
11. Mi burrita
12. Vals del Rey
13. Canción de las brujas
14. Tema de Cri Crí (Salida)

- Homenaje a Cri-Cri (1957)

1. Tema de Cri Cri (Entrada)
2. Marcha de las letras
3. Ratón vaquero
4. La patita
5. Cucurumbé
6. Cochinitos dormilones
7. El Comal y la olla
8. Marcha de las canicas
9. Tango medroso
10. Bombón I
11. Vals del trompo
12. El fantasma
13. Soldadito cojo
14. Tema de Cri Cri (Salida)

- Más Canciones del Grillito Cantor (1958)

1. Tema de Cri-Crí (Entrada)
2. El chorrito
3. El ropero
4. Fiesta de los zapatos
5. La muñeca fea
6. El burrito
7. El negrito bailarín
8. Di por qué
9. Che... araña
10. La merienda
11. Jorobita
12. La maquinita
13. Los caballitos
14. Tema de Cri Crí (Salida)

- Los Amigos de Cri-Cri (1959)

1. Tema de Cri-Crí (Entrada)
2. El negrito sandía
3. Carrusel
4. El venadito
5. Lunada
6. Jota de la jota
7. El chivo ciclista
8. Casamiento de los palomos
9. Marina
10. ¿Cómo le va?
11. Gallegada
12. Papá elefante
13. Tema de Cri Crí

- Cuentos y Canciones de Cri-Crí (1963)

- Todo el Año con Cri-Crí (1963)

1. La cocorica
2. Escuela de perritos
3. Al agua todos
4. Mosquitos trompeteros
5. Tarde de lluvia
6. El sillón
7. Ojitos de cascabel
8. El calendario
9. Noche Buena
10. Pastorela mexicana
11. Lago de cristal
12. Los Reyes Magos
13. Tema de Cri Crí (Salida)

- 30 Aniversario de Cri-Crí (1964)

1. Tema de Cri-Crí (Entrada)
2. Batallón de plomo
3. El borreguito
4. El reloj
5. El gato carpintero
6. Cochecito de música
7. Los conejos panaderos
8. Pobre Cu-Cú
9. La orquesta de animales
10. Los pollitos jardineros
11. El conejo turista
12. Abuelita
13. Ratones bomberos
14. Tema de Cri Crí (Salida)

- Conejo Blas a dónde vas (1964)

1. Tema de Cri-Crí (Entrada)
2. La cacería
3. La cotorra viajera
4. Dos mayates
5. Clarincito
6. La cocada
7. Desfile de los Cupidos
8. Ratoncitos paseadores
9. El abejorro mostachón
10. El peluquero
11. Tipos friolentos
12. El conejito enfermo
13. Los enanos toreros
14. Tema de Cri Crí (Salida)

- Canciones de Cri Cri (1970) LP Harmony - CBS Columbia Intérprete: Evangelina Elizondo.*

1. El teléfono
2. Di por qué
3. La negra del güiro**
4. El torero Balín**
5. La muñeca fea
6. Plátano macho**
7. El chorrito
8. Clarincito
9. La mulata del cha-cha-cha (Tenía que ser así - Quiéreme mucho)**
10. El ratón vaquero

*Álbum recopilado y grabado en Venezuela. 
** Temas incluidos en el álbum que no son de la autoría de Gabilondo
- Lo Esencial de Cri-Crí (2007)

Sony-BMG reeditó el catálogo de Cri-Crí, y se incluyó el primer DVD del Teatro de la Foresta, con el que los niños pueden vivir la experiencia de la música de Cri-Crí a manera de karaoke.
CD 1
1. Tema de Cri-Crí (entrada)
2. La patita
3. La muñeca fea
4. Caminito de la escuela
5. El ropero
6. Cochinitos dormilones
7. Negrito sandía
8. El fantasma
9. Canción de las brujas
10. El burrito
11. Tango medroso
12. Fiesta de los zapatos
13. Orquesta de animales
14. Mosquitos trompeteros
15. La olla y el comal
16. Jicote aguamielero
17. Marcha de las canicas
18. Papá elefante
19. ¡Cómo le va!
20. Gato de barrio
21. Campanita y Juan Pestaña

CD 2
1. Ratón vaquero
2. Cucurumbé
3. El chorrito
4. El ropavejero
5. Di por qué
6. Los enanos toreros
7. Los caballitos
8. Jorobita
9. La guacamaya
10. Vals del trompo
11. La cocorica
12. Pobre cu-cú
13. El abejorro mostachón
14. Ratoncitos paseadores
15. Llueve
16. Marcha de las letras
17. El perrito
18. El chivo ciclista
19. La merienda
20. Che araña
21. Tema de Cri-Crí (salida)

CD 3 (DVD interactivo con 12 temas ilustrados en 3D)
1. Tema de Cri-Crí (entrada) (DVD)
2. Gato de barrio (DVD)
3. Ratoncitos paseadores (DVD)
4. Chacho muchacho (DVD)
5. Los ratones bomberos (DVD)
6. El gato carpintero (DVD)
7. La muñeca fea (DVD)
8. El perrito (DVD)
9. Ché araña (DVD)
10. Tipos friolentos (DVD)
11. Caminito de la escuela (DVD)
12. Escuela de perritos (DVD)
13. Ratón vaquero (DVD)
14. Saltarina en sol bemol (DVD)

## Publicaciones
- Gabilondo Soler, Francisco; Cri Cri (1994). Cuentos para cantar y canciones para leer. México D.F.: SEP. ISBN 1789.624 G64.

- Gabilondo Soler, Francisco; Prol. De la Colina, José et al (2004). Canciones completas de Francisco Gabilondo Soler. México : Clío SEP. ISBN 1782.42083 G32.

- Gabilondo Soler, Gerardo García Pérez (2015, primera edición). Francisco Gabilondo Soler, su obra y sus pasiones, una herencia para México. México : Fundación Francisco Gabilondo Soler, Cri-Cri; A.C. ISBN 978-607-96973-0-3.

- Gabilondo Soler, Gerardo García Pérez (2016, segunda edición). Francisco Gabilondo Soler, su obra y sus pasiones, una herencia para México. México : Fundación Francisco Gabilondo Soler, Cri-Cri; A.C. ISBN 978-607-8389-09-4.

- Gabilondo Soler, Elvira García (1982, primera edición). De Lunas Garapiñadas. México. Radio Universidad Nacional Autónoma de México.

- Gabilondo Soler, Elvira García (2017, tercera edición). De Lunas Garapiñadas; Abrazando la memoria. México. Fundación Francisco Gabilondo Soler, Cri-Cri; A.C. ISBN 978-607-96973-1-0.

## Legado

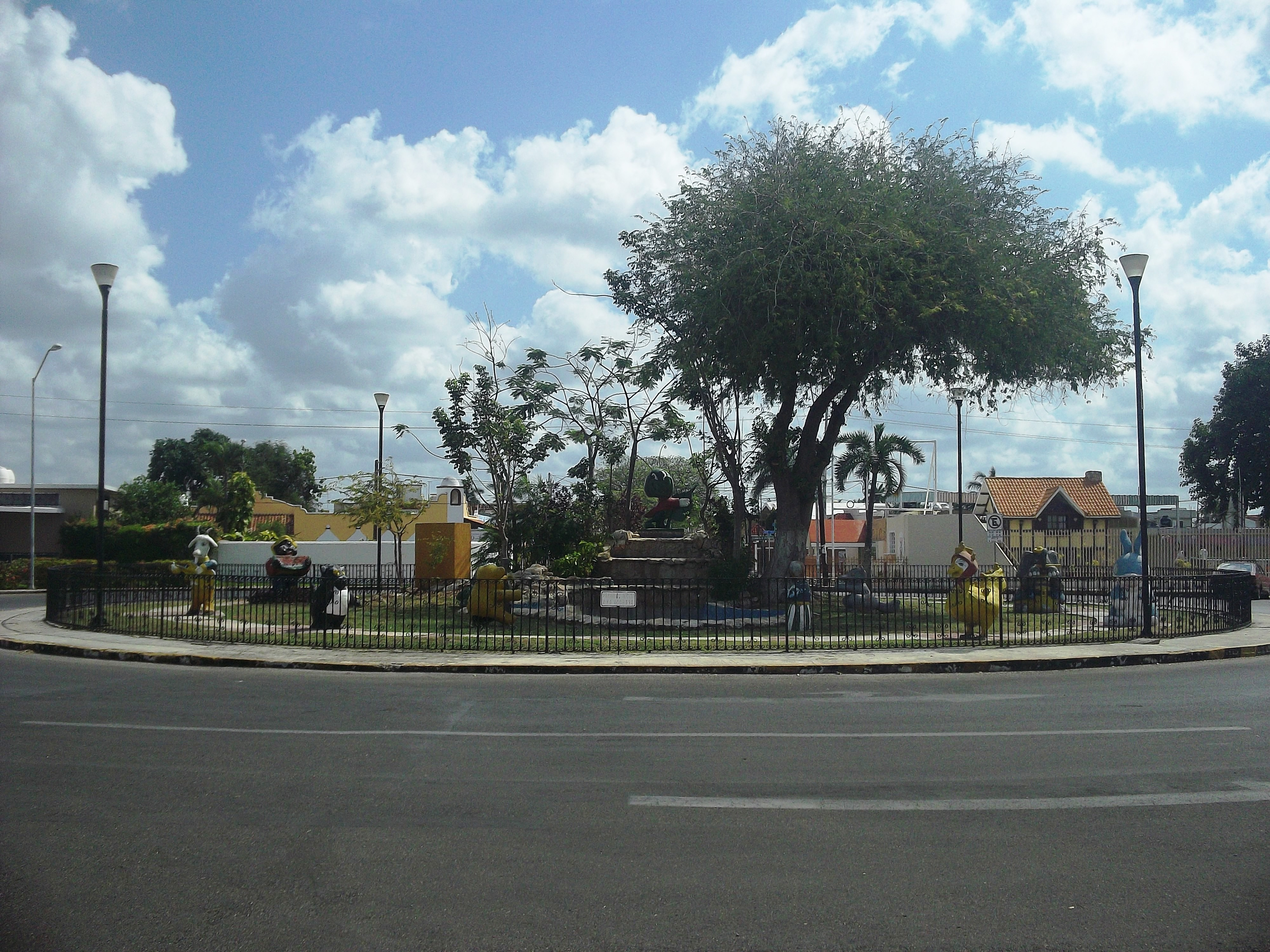
Monumento a Cri-Cri, en Mérida, Yucatán.

En 1973, Gaby, Fofó, Miliki y Fofito, los Payasos de la Tele (hermanos Aragón), publicaron en su disco Había una vez un circo una versión del éxito de Gabilondo Soler Barquito de cáscara de nuez. Después también sería cantada por Miliki y su hija Rita Irasema.
En 1979, en la serie mexicana El Chavo, se creó una canción en homenaje a Francisco Gabilondo Soler, titulada "Gracias Cri Crí", escrita por Roberto Gómez Bolaños y que se ha grabado y regrabado años después.
En 1980, los payasos Gaby, Miliki, Fofito y Milikito, publicaron en su disco Cantando, siempre cantando una versión de otro éxito de Gabilondo Soler La Marcha de las Letras.
En la década de 1980, se editó un LP donde los cantantes Emmanuel, Plácido Domingo y la Mireille Mathieu interpretaban una selección de los temas grabados originalmente por Soler.
En 1980, en España, el artista Juan Pardo produjo el disco Cosas de niños en el que Eva Cortés, Mocedades, Miguel Bosé, Ana Belén y Víctor Manuel interpretaban canciones de Cri-Crí y de los Hermanos Rincón.[cita requerida]
En 1982, el grupo Timbiriche incluyó en su álbum de lanzamiento el tema "Madley de Cri Cri", en el cual se incluian a manera de popurrí los temas "El chorrito", "Los cochinitos dormilones", "La Patita", "El Ropero" y "Dí por qué".
En 1992, la banda roquera mexicana El Tri grabó una canción en tributo a Cri Cri titulada Cuando Canta El Grillo. Esta canción aparece en el álbum Indocumentado, de El Tri. Escrita por el vocalista Alejandro Lora y el [ex]baterista Pedro Martínez, incluye una línea que dice "Cuando oigo cantar a cri cri se alegra mi corazón... se llena de inspiración, cuando oigo cantar a cri cri, me siento niño otra vez".[cita requerida]
Entre 1994 y el 2008, el profesor Vicente Valdés Bejarano tradujo al esperanto 16 canciones de Cri Cri. Se trata del único mexicano hasta la fecha que ha traducido a este idioma una colección importante de las canciones de Francisco Gabilondo Soler y otras melodías tradicionales mexicanas.[cita requerida]
En el doblaje latino de uno de los episodios de la serie Drake y Josh, los actores Josh Peck y Jerry Trainor cantan la canción "El Chorrito".[cita requerida]
En el 2007, con motivo del centenario del nacimiento de Francisco Gabilondo Soler y con la anuencia de GABSOL, S.A. de C.V., el actor y cuenta-cuentos Mario Iván Martínez editó un disco compacto titulado Descubriendo  a Cri-Cri. Dicho trabajo discográfico dio como resultado la creación de una propuesta teatral del mismo nombre. Desde entonces, el actor difunde con constancia la obra del Grillito Cantor. En octubre de 2017, Mario Iván Martínez estrenó Que dejen toditos los sueños abiertos, segundo homenaje discográfico y teatral a Cri-Cri, el cual conmemora los 110 años del natalicio del célebre músico nacido en Orizaba.[cita requerida]
En 2023 el músico español José Riaza incluye una versión de La muñeca fea en su álbum Tribulaciones del éxito relativo.

## Homenaje nacional
En 1981 se inauguró en la calle 5 de Mayo en el centro de León, Guanajuato. La estatua en homenaje a "Cri-Cri, el grillito cantor" la cual esta rodeada por una fuente y ha sido un punto de referencia en la ciudad. 
El 5 de febrero de 1989, se inauguró en la ciudad de Querétaro, Querétaro, el Parque de los Alcanfores, a cargo del presidente Carlos Salinas de Gortari. Este parque resguarda la colección de monumentos dedicados a las canciones de Francisco Gabilondo Soler Cri-Cri, entre los que destacan Cric-Cri el grillito, El Ratón Vaquero y los Tres Cochinitos entre otros, destacando la construcción de una iglesia tamaño real para el diorama del casamiento de los palomos.[cita requerida]
Del 9 al 20 de octubre del  2007, en el Centro Cultural Juan Rulfo, de la delegación Benito Juárez de la Ciudad de México, se montó una muestra titulada “100 Años 100 Fotos” con 116 fotografías inéditas de las múltiples facetas de Francisco Gabilondo Soler, como padre, marino, astrónomo, boxeador y las que él tomo como fotógrafo, además de un taller de pintura infantil y conciertos musicales.

El 11 de octubre del 2007, el Servicio Postal Mexicano emitió planillas de estampillas conmemorativas con su imagen, la de “Cri Crí” y algunos de sus personajes de las canciones.
El 15 de octubre del 2007, se develó un busto, creación del escultor Humberto Peraza, en honor de Francisco Gabilondo Soler, el grillito cantor Cri Crí, en la Plaza de los Compositores, en donde aparece escrito: 

"Nació un 6 de octubre de 1907 y murió un 14 de diciembre de 1990."
“Compositor, astrónomo, deportista, marino, hombre de viajes y libros con un espíritu libre, inteligente y honesto”

En este homenaje, como parte del centenario de su nacimiento, Álex Lora interpretó “Cuando canta el grillo”, tema que había compuesto en su honor.
En el parque Naucalli, en el municipio de Naucalpan de Juárez, estado de México, en octubre del 2007, se inauguró un monumento homenaje a Francisco Gabilondo, en la que se le muestra tocando un violín y en su hombro el grillito Cri Crí, también tocando su hojita-violín. Además, existen esculturas de la hormiga y el pescado con bombín bañadas por los chorros de agua de la fuente.
En el 2015, en Orizaba, Veracruz, se instalaron estatuas de sus personajes en la avenida Circunvalación posteriormente renombrada como avenida Cri-Crí, así como en la Alameda Central.[cita requerida]
En el 2017, se inaugura en Orizaba, Veracruz, dentro del Poliforum Mier y Pesado, el museo Francisco Gabilondo Soler, en donde se exponen representaciones de las letras de sus obras más representativas, objetos que pertenecieron al maestro Francisco Gabilondo Soler y se muestra la línea de tiempo desde su nacimiento hasta su muerte.[cita requerida]